# القرية (بني عرفجة)
القرية هو دُوَّار يقع بجماعة بني افتح، إقليم تازة، جهة فاس مكناس في المملكة المغربية. ينتمي الدوّار لمشيخة بني عرفجة التي تضم 5 دواوير. يقدر عدد سكانه بـ 1018 نسمة حسب الإحصاء الرسمي للسكان والسكنى لسنة 2004.

## روابط خارجية
- البوابة الوطنية للجماعات الترابية
- المندوبية السامية للتخطيط